# Тархоня

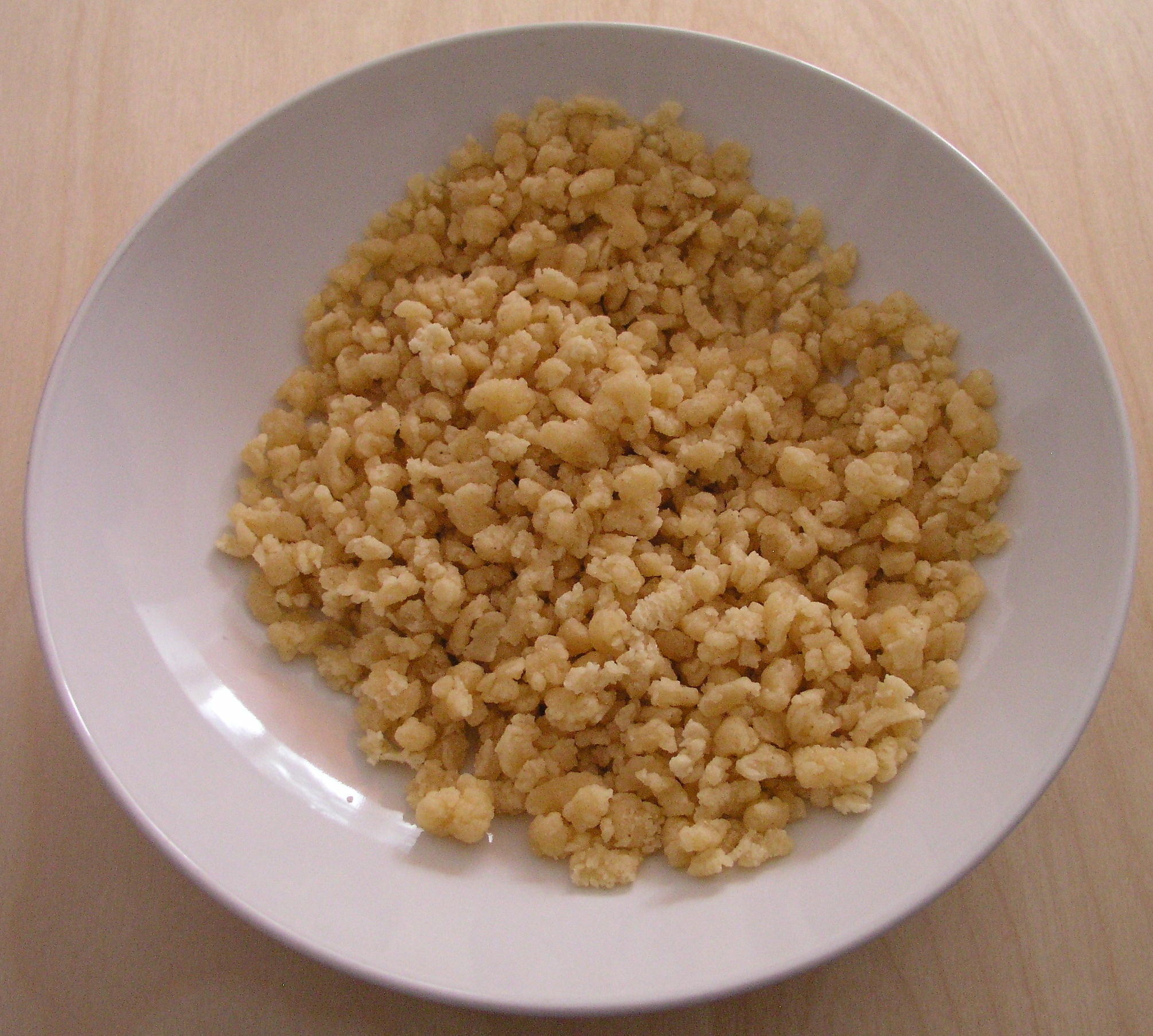
Тархоня

Тархо́ня (венг. tarhonya) — традиционные венгерские макаронные изделия, гарнир к мясным блюдам. По сведениям Элека Мадьяра, тархоня имеет турецкое происхождение (тархана), оставшись в венгерской кухне со времён турецкой оккупации в XVI—XVII веках.
Для приготовления тархони муку, куриные яйца и немного подсоленной воды замешивают в крутое тесто и пропускают через крупное сито. В настоящее время тархоня производится промышленным способом и продаётся в Венгрии, Австрии (нем. Eiergraupen) и Словакии (словац. tarhoňa).
Подсушенная тархоня может храниться в льняных мешках в проветриваемом месте несколько месяцев. Благодаря этому тархоня раньше была традиционным продуктом питания крестьян и пастухов, которые готовили её с паприкой и копчёным шпигом на костре.
Тархоня добавляется в супы, а также предлагается в качестве гарнира к мясным блюдам, например, пёркёльту или токани.